# Buddleja officinalis
Buddleja officinalis és una espècie d'arbust caducifoli que floreix durant l'inici de la primavera. És nativa de l'oest de la Xina, a Hubei, Sichuan i Yunnan. Va ser descoberta el 1875 per Pavel Piasetski, un cirurgià de l'exèrcit rus. B. officinalis va ser denominada i descrita per Maximowicz el 1880. Introduïda al cultiu occidental el 1908, B. officinalis li va ser atorgada la medalla Award of Merit de la Royal Horticultural Society tres anys més tard, i l'Award of Garden Merit (record 689) en 2002.

## Descripció
B. officinalis s'assembla força a Buddleja davidii en forma i grandària, aconseguint una grandària d'uns 2,5 m d'altura. Les inflorescències tenen aroma de mel i es presenten en panícules més curtes (<8 cm) que les de B.davidii, i més còniques. Les fulles són lanceolades, d'uns 15 cm de llarg, suaument pubescents, la superfície superior de color verd, i la inferior de color gris. Té un nombre de cromosomes de 2n = 38.

## Cultiu
B. officinalis no és resistent a les gelades, i és incapaç de sobreviure a temperatures inferiors a - 10 ° C; creix millor en una paret orientada al sud. L'arbust s'ha de tallar amb força cada any immediatament després de la floració a la primavera. La propagació per estaques de fusta tova s'aconsegueix fàcilment, utilitzant vermiculita com un mitjà de arrelament.
En el Regne Unit l'arbust es conrea sovint com una font de nèctar per a les papallones Vanessa com a emergència per a la hibernació.

## Taxonomia
Buddleja officinalis va ser descrita per Carl Johann Maximowicz i publicada al Bulletin de l'Academie Imperiale des Sciences de St-Petersbourg 26(3): 496–497. 1880.
Etimologia
- Buddleja: nom genèric atorgat en honor d'Adam Buddle, botànic i rector en Essex, Anglaterra.
- officinalis: epítet llatí que significa "planta medicinal de venda en herbaris".

Sinonímia
- Buddleja acutifolia C.H.Whight
- Buddleja delavayi L.F.Gagnep.
- Buddleja delavayi var. tomentosa H.F. Comber
- Buddleja glabrescens W.w.sm.
- Buddleja heliophila var. adenophora Hand.-Mazz.
- Buddleja lavandulacea Kraenzl.
- Buddleja mairei H.Lév.
- Buddleja officinalis var. macrantha Lingelsh.
- Buddleja truncata L.F.Gagnep.[8]